# エジガル・ブルーノ・ダ・シウヴァ
エジガル（Edgar）ことエジガル・ブルーノ・ダ・シウヴァ（ポルトガル語: Edgar Bruno da Silva、1987年1月3日 - ）は、ブラジルのサッカー選手。大邱FC所属。ポジションはFW。
Kリーグ時代の登録名はエドゥガ（ハングル: 에드가）。

## クラブ歴
2005年にカンピオナート・ブラジレイロ・セリエCのジョインヴィレECで選手となった。翌年、サンパウロFCに期限付き移籍しプロデビュー。
2007年1月にSCベイラ・マルに移籍し、プリメイラ・リーガからの降格を防いだ。同年夏にFCポルトに移籍したものの出場機会は散発的でしかなく、翌年初めにアカデミカ・コインブラに、7月からは1シーズンの契約でレッドスター・ベオグラードに期限付き移籍に出された。しかし、翌2009年1月にCRヴァスコ・ダ・ガマに完全移籍した。8月にはプリメイラ・リーガ得点王のネネの後釜としてCDナシオナルに期限付きで加入、CSマリティモとのダービーマッチでの得点やレイションイスSCでのハットトリックなど、合計12得点を獲得した。
2010-11シーズンにはヴィトーリア・ギマランイスに完全移籍。同シーズンは10得点し、UEFAヨーロッパリーグ 2011-12の出場権確保に貢献した。タッサ・デ・ポルトガルでも7試合5得点と活躍し、決勝でも1得点を記録したが、PKを外した場面もあり、結局は2-6の惨敗に終わった。
2012年7月にアラビアン・ガルフ・リーグのアル・シャバーブ・アル・アラビークラブに1年契約で移籍。2015年夏にアル・ワスルFCに移籍した。
2016年8月16日に2年契約でアダナスポルに移籍したが、翌年1月に放出された。その後カタール・スターズリーグのレフウィヤSCに在籍した。
2018年にタイ・リーグのブリーラム・ユナイテッドFCに加入。半年でKリーグの大邱FCに期限付き移籍すると、翌年には完全移籍した。2022年、AFCチャンピオンズリーグ2022 予選のブリーラム・ユナイテッドFC戦で、アキレス腱を負傷し、残りのシーズンを欠場することになった。結果的に、双方合意の上でクラブを去る事が発表された。

## 代表歴
U-20代表として2007 南米ユース選手権に参加し優勝した。